# 國立彰化師範大學管理學院
國立彰化師範大學管理學院（英語：College of Management National Changhua University of Education），簡稱彰師大管理學院或彰師管院，成立於2002年，是全臺灣的師範院校中最早成立且規模最大的管理學院，管理學院各系所原本隸屬技職學院商業教育學系，後來為了配合學校轉型政策，改隸管理學院。

## 學院系所
- 管理學院
  - 企業管理學系暨碩士班
    - 行銷與流通管理碩士班
    - 國際企業經營管理碩士在職專班（IMBA）

  - 會計學系暨碩士班
    - 企業高階管理碩士在職專班（EMBA）

  - 資訊管理學系暨碩士班
    - 數位內容科技與管理碩士班
    - 創新與管理碩士在職專班（IMMBA）

  - 財務金融技術學系暨碩士班
    - 行政管理碩士在職專班
    - 商業教育教學碩士在職專班

## 學院特色
彰師大管理學院是國內少數長時間與國際四大會計師事務所合作徵才的商學院（全國僅台大、政大、成大、北大、彰師大、東吳六所大學），且每年校內均超過200人次成功錄取。四大會計師事務所即勤業眾信(Deloitte)、資誠(PwC)、安侯建業(KPMG)與安永(EY)，這四間會計師事務所在上市上櫃審計簽證佔有率高達80%以上，在國內外會計業均擁有極高影響力。其中彰師大與安永簽訂產學合作備忘錄，雙方將共同培育國際級會計師。
另外，管理學院亦與臺灣證券交易所產學合作，共同培育會計及金融人才，且設置金融講堂，每周固定選任一至兩位金融服務業董事長級或政府財經高官到校授課。

## 研究計畫
在2015-2017年，彰師大會計系研究計劃申請通過總件數，彰師大會計系名列全國第四名，僅次於國立臺灣大學、國立政治大學、國立成功大學。若以平均教授通過件數，彰師大會計系以平均1.5件排名全國第四名，僅次於國立政治大學 (1.9件)、國立東華大學 (1.88件)、國立臺灣大學 (1.78件)。。

## 外部連結
- 國立彰化師範大學管理學院
- 國立彰化師範大學資訊管理學系所
- 國立彰化師範大學會計學系（页面存档备份，存于）
- 國立彰化師範大學企業管理學系（页面存档备份，存于）
- 國立彰化師範大學財務金融技術學系（页面存档备份，存于）